# Daedalellus morrisi
Daedalellus morrisi är en insektsart som beskrevs av Nickle 2001. Daedalellus morrisi ingår i släktet Daedalellus och familjen vårtbitare. Inga underarter finns listade i Catalogue of Life.